# Nedre Lomselet
Nedre Lomselet är en sjö i Arvidsjaurs kommun i Lappland och ingår i Piteälvens huvudavrinningsområde. Sjön har en area på 0,086 kvadratkilometer och ligger 305,5 meter över havet. Sjön avvattnas av vattendraget Vistån (Kvarnbäcken).

## Delavrinningsområde
Nedre Lomselet ingår i det delavrinningsområde (729711-168328) som SMHI kallar för Ovan Tjautjerbäcken. Medelhöjden är 312 meter över havet och ytan är 3,78 kvadratkilometer. Räknas de 12 avrinningsområdena uppströms in blir den ackumulerade arean 147,97 kvadratkilometer. Vistån (Kvarnbäcken) som avvattnar avrinningsområdet har biflödesordning 2, vilket innebär att vattnet flödar genom totalt 2 vattendrag innan det når havet efter 138 kilometer. Avrinningsområdet består mestadels av skog (95 procent). Avrinningsområdet har 0,09 kvadratkilometer vattenytor vilket ger det en sjöprocent på 2,3 procent.